# Israelische Mafia

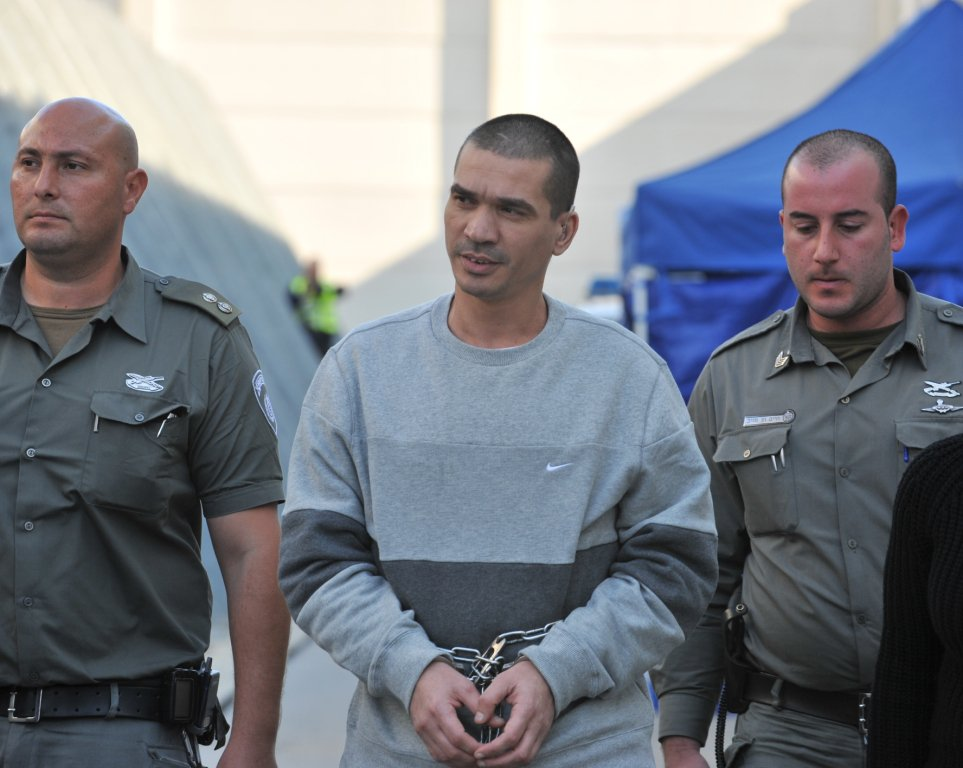
Der verhaftete israelische Gangster Itzik Abergil (2011)

Die israelische Mafia (hebräisch: מאפיה ישראלית, romanisiert: Mafiyah Yisraelit), auch als Mischpachot Pescha bekannt, sind von Israel aus tätige oder aus israelischen Mitgliedern bestehenden Gruppen des organisierten Verbrechens. Es soll 16 kriminelle Organisationen im Land geben, von denen fünf landesweit aktiv sein sollen (Stand: 2024). Viele dieser Gruppen haben auch enge Verbindungen ins Ausland. Hauptsächliche Betätigungsfelder von Mafiagruppen sind Drogenhandel, illegale Glücksspiele, Prostitution und Menschenhandel, Autodiebstahl, Kreditgeschäfte sowie Schutzgelderpressungen und Auftragsmorde.

## Organisiertes Verbrechen
Die wichtigsten kriminellen Gruppen sind die Familien Abergil, Abutbul, Alperon, Domrani, Shirazi und die Syndikate von Zeev Rosenstein und Amir Molnar. Gegen Anfang der 2000er Jahre brach ein Bandenkrieg zwischen verschiedenen kriminellen Gruppen aus, bei denen viele Bosse der Gruppen getötet oder verhaftet wurden. Bei diesen Auseinandersetzungen starben auch Unschuldige, welche ins Kreuzfeuer gerieten. Laut Israels ehemaligem Polizeipräsidenten David Cohen hatten israelische Verbrecherorganisationen den formellen Wirtschaftssektor und die Lokalpolitik infiltriert und sich „mit großen Mengen an Kampfmitteln, Sprengstoff und Waffen ausgestattet“.

### In der israelischen Politik
Im Jahr 2010 berichtete Wikileaks, dass die Botschaft der Vereinigten Staaten in Israel große Besorgnis darüber äußerte, dass Inbal Gavrieli, die Nichte eines der mächtigsten Mafia-Bosse Israels, als Abgeordnete der Likud-Partei in die Knesset gewählt worden war. Inbal Gavrielis anschließender Versuch, ihre parlamentarische Immunität zu nutzen, um zu verhindern, dass das Haus ihres Vaters von der israelischen Polizei im Rahmen von Ermittlungen wegen illegalen Glücksspiels und Steuerhinterziehung durchsucht wird, verstärkte die vom Botschafter in USA in Israel geäußerten Bedenken hinsichtlich des Einflusses des organisierten Verbrechens im Zentralkomitee des Likud. Ihr Vater, Ezra „Shuni“ Gavrieli, wird verdächtigt, ein ranghohes Mitglied der Verbrecherfamilie zu sein, da er bereits früher wegen organisierter Kriminalität verurteilt worden war, ebenso wie ihr Bruder; 2009 wurde ihr Cousin bei einem mutmaßlichen Bandenmord ermordet.

### Mizrachim-Mafia in Israel
Die Einwanderung ägyptischer und marokkanischer Juden nach Israel und ihre Ansiedlung in den ärmeren Vierteln führte zur Gründung krimineller Gruppen unter den maghrebinischen Juden, was sich darin zeigt, dass zahlreiche israelische organisierte Kriminelle in den letzten Jahren nach Marokko geflohen sind. Israelische Verbrecherfamilien marokkanisch-jüdischer Abstammung dehnten ihre Aktivitäten nach Europa und in die USA aus, insbesondere durch ihre Verwicklung in den Drogenhandel. Einige der bekannteren israelischen Verbrecherfamilien sind Mizrachim oder Sephardim: Die Abergil-Organisation sowie die Abutbul-Clans stammen ursprünglich aus Marokko, der Alperon-Clan kam aus Ägypten und der Shirazi-Clan aus dem Iran.

### Israelisch-arabische Mafia
In Israel haben sich israelisch-arabische Gruppen des organisierten Verbrechens gebildet. In einigen Städten mit arabischer Bevölkerungsmehrheit sind lokale Verbrecherfamilien ansässig. Clans wie die in Tayyibe ansässige Abdel-Kader-Familie sind in Erpressung, Drogen- und Waffenhandel, Betrug und Geldwäsche verwickelt, oft in Zusammenarbeit mit ihren jüdischen Partnern. Eine arabische Verbrecherfamilie, die Jarushi-Familie aus Ramla, gehört zu den mächtigsten Verbrecherfamilien in Israel. Sie soll außerdem den Likud-Politiker David Bitan bestochen haben. Die Qarajahs, die ebenfalls aus Ramla stammt, führte eine langjährige Blutfehde mit den Jarushis, in deren Folge 1990 24 Menschen getötet wurden. Die Fehde endete, als die Qarajahs von der Regierung gezwungen wurden, ein Waffenstillstandsabkommen zu schließen, wonach sie Ramla verlassen und sich in einer anderen arabischen Siedlung niederlassen sollten. Nachdem keine andere Siedlung bereit war, sie aufzunehmen, siedelte die Regierung sie schließlich in der jüdischen Stadt Charisch an. Die Abu Latifs, eine drusische Familie aus Rameh, die hauptsächlich im Norden tätig ist, ist eine weitere wichtige arabische Verbrecherorganisationen in Israel.
Kriminelle Clans sollen die mehrheitlich arabischen Städte in Israel kontrollieren. Obwohl Araber nur ein Viertel der Bevölkerung stellen, ist diese sozial benachteiligte Bevölkerungsgruppe für zwei Drittel aller Morde verantwortlich. Da die israelische Regierung Arabern oft keine Baugenehmigung erteilt, wurde die Mafia in Kreditgeschäften beim illegalen Wohnungsbau groß. Der Polizei wurde vorgeworfen, nur halbherzig gegen die Kriminalität unter Arabern vorzugehen. Ein großer Teil der Morde unter den arabischen Banden wird nicht aufgeklärt.

### Russische Mafia
Die Aktivitäten der russischen Mafia in Israel begann mit der Masseneinwanderung russischer Juden nach Israel ab 1989. Jüdische russische Verbrecherbosse wie Semjon Mogilewitsch erwarben die israelische Staatsbürgerschaft und wuschen ihr Geld über Israel. Die russische Mafia sah in Israel einen idealen Ort für die Geldwäsche, da das israelische Bankensystem darauf ausgelegt war, die Alija, die Einwanderung von Juden, und den Transfer von Kapital zu fördern. Dem Trend zur weltweiten Deregulierung der Finanzmärkte folgend, hatte auch Israel Gesetze zur Erleichterung des Kapitalverkehrs erlassen. In Verbindung mit dem Fehlen von Gesetzen zur Bekämpfung der Geldwäsche war es für die russische organisierte Kriminalität ein günstiger Ort, um unrechtmäßig erworbene Gewinne zu transferieren. Im Jahr 2009 schätzten US-Diplomaten, dass die russische Mafia in Israel Gelder in Höhe von 10 Milliarden US-Dollar gewaschen hat.

### Georgische Mafia
Auch unter den georgisch-jüdischen Einwanderern in Israel bildeten sich familienbasierte organisierte Verbrechergruppen. Die Georgische Mafia nutzt Israel auch als Operationsbasis für ihre Aktivitäten in Europa und zur Geldwäsche. Sie sind in Fälschungen, Betrug, Geldwäsche, Drogenhandel, Waffenhandel, Prostitution und bewaffnete Raubüberfälle verwickelt. Dies war auch der Fall bei dem georgisch-jüdischen Melikhov-Clan in Antwerpen.

## Israelische Mafia in den Vereinigten Staaten
In den 1980er Jahren gründeten Israelis in New York ein Verbrechersyndikat unter der Leitung von Johnny Attias, das als „israelische Mafia“ bezeichnet wurde. Es führte den größten Goldraub in der Geschichte des Juwelierviertels von Manhattan durch und erbeutete Goldschmuck im Wert von über 4 Millionen Dollar. Attias wurde im Januar 1990 ermordet, und die israelische Mafia von New York fiel bald darauf auseinander. Mehrere Mitglieder, darunter Ron Gonen, hatten sich als Informanten gemeldet, und die Behörden verhafteten den Rest der Bande im September desselben Jahres.
Russische und ukrainische jüdische Kriminelle konnten auch Netzwerke in den Vereinigten Staaten aufbauen, nachdem russische Juden in großem Umfang nach New York City und Miami, aber auch in europäischen Städten wie Berlin und Antwerpen eingewandert waren. Jüdische kriminelle Gruppen aus der ehemaligen Sowjetunion in den Vereinigten Staaten sind an Betrügereien, Prostitution, Drogenhandel, Erpressung und Benzinsteuerbetrug sowie an Morden beteiligt.
Israelische Verbrecherorganisationen wie die Abergil-Organisation und Zeev Rosenstein waren stark in den Ecstasy-Handel in den Vereinigten Staaten verwickelt. Im Jahr 2006 wurde Zeev Rosenstein an die USA ausgeliefert, nachdem er in Israel festgenommen worden war. Er bekannte sich vor einem Bundesgericht in Florida schuldig, Ecstasy-Pillen vertrieben zu haben, und wurde zu 12 Jahren Haft verurteilt, die er in Israel verbüßte. Im Januar 2011 wurden Itzik Abergil und Meir Abergil sowie drei weitere Verdächtige an die USA ausgeliefert. Israel erlaubt die Auslieferung seiner Staatsbürger an andere Staaten, wenn diese danach ihre Haftstrafen in Israel absitzen.